# DSB MQ
De DSB MQ is een tweedelig dieseltreinstel met lagevloerdeel van het type Desiro Classic voor het langeafstandpersonenvervoer en regionaal personenvervoer van de Deense spoorwegonderneming Danske Statsbaner (DSB).

## Geschiedenis
De uit RegioSprinter ontwikkelde RegioSprinter 2 werd als Desiro op de markt gezet. De Desiro wordt sinds 1998 geproduceerd en verder ontwikkeld als Desiro Classic. Het treinstel werd zowel met dieselmotor als met elektrische aandrijving geleverd.
In december 2000 werden door de Danske Statsbaner bij leasemaatschappij Porterbrook drie treinen van het type Baureihe 642 uit de lopende bestelling van DB Regio als type MQ 4951 - 4953 gehuurd. Deze treinen werden tussen 7 januari 2001 en de herfst van 2002 ingezet op het traject Odense - Svendborg.
In de herfst van 2002 werden de treinen van Porterbrook vervangen door treinen van de leasemaatschappij Angel Trains ter vervanging van de nog niet door AnsaldoBreda geleverde treinen van het type IC 2 en het type IC 4.
Op 30 juni 2009 werd bekend dat DSB een raamovereenkomst met Siemens Mobility sloot voor de bouw van 100 treinen. Van deze overeenkomst werden er acht treinen besteld die na oktober 2010 kunnen worden ingezet.

## Constructie en techniek
Het treinstel is opgebouwd uit een aluminium frame. Typerend aan dit treinstel is de toepassing van een Scharfenbergkoppeling met een grote voorruit. De treinen werden geleverd als tweedelig dieseltreinstel met mechanische transmissie. De trein heeft een lagevloerdeel. Deze treinen kunnen tot drie stuks gecombineerd rijden. De treinen zijn uitgerust met luchtvering.

## Treindiensten
De treindienst wordt door de Danske Statsbaner uitgevoerd met treinen van de leasemaatschappij Angel Trains op onder meer de volgende trajecten.
- Odense - Svendborg
- Odense - Fredericia
- Århus - Ryomgård, vanaf december 2010
- Ryomgård - Grenaa, vanaf december 2010
- Aarhus - Odder, vanaf januari 2012